# Dúnchad mac Fiachnai
Dúnchad mac Fiachnai (Muerto c. 644) fue un Rey de Ulaid de la dinastía de Dal Fiatach. Era hijo de Fiachnae mac Demmáin (muerto 627), un rey anterior.  Gobernó entre 637- 644.
Los Dal Fiatach recuperaron la corona de Ulaid después de la Batalla de Mag Roth en 637 y la retendrían hasta 674. Los conflictos familiares eran una circunstancia común entre la dinastía en ese tiempo. La madre de Dúnchad era Cumne Cub ingen Furudráin de los Uí Tuirtri (una tribu de los Airgialla al oeste de Lough Neagh en el actual Condado de Tyrone). Anteriormente había estado casada con el tío abuelo de Dúnchad, Baetan mac Cairill (muerto 581) con quien tuvo hijos, que fueron eliminados por el hermano de Dúnchad, Máel Dúin mac Fiachnai en 605. Sin embargo, Máel Dúin no pudo satisfacer sus ambiciones ya que fue asesinado por Dúnchad en Óenach Deiscirt Maige, probablemente al sur de Muirthemne en el actual Condado de Louth.
Su hijo Congal Cennfota mac Dúnchada (muerto 674) fue también Rey de Ulaid.